# Obszary warowne w Twierdzy Kraków
Obszary warowne w Twierdzy Kraków – było ich osiem.

## Lokalizacja i obiekty wchodzące w dany obszar warowny

### I obszar warowny
Zajmował miasto Kraków – rdzeń twierdzy.
- cytadela Twierdzy Kraków – Wawel
- fort N-1 „Zwierzyniec” – ul. Malczewskiego – relikty
- fort cytadelowy 2 „Kościuszko”
- szaniec FS-3 – ul. Hofmana
- zespół szańca 3
- fort piechoty rdzenia 4 „Błonia” (Cichy Kącik) – ul. Piastowska/Mydlnicka – relikty
- fort N-5 – nie zachowany – ul. Piastowska naprzeciwko Reymonta
- fort N-6 – nie zachowany – ul. Lucjana Rydla u wylotu ul. Krzywy Zaułek
- fort reditowy 7 „Za Rzeką” („Bronowice”) (dawny FS-7)
- fort piechoty rdzenia 8 „Łobzów”
- fort reditowy 9 „Krowodrza”
- fort piechoty rdzenia 10 „Prądnik Biały”
- bastion (fort reditowy) III „Kleparz”
- szaniec FS-11 – nie zachowany – ul. Pielęgniarek/Księdza Kazimierza Siemaszki
- fort reditowy 12 (IVa) „Luneta Warszawska”
- bastion IVb (dawny szaniec FS-13) – nie zachowany – ul. Rakowicka/Grochowska/Olszańska
- prochownia bastionu VI – ul. Kotlarska 34
- szaniec FS-14 – nie zachowany – ul. Józefa Brodowicza/Wilhelma Wilka-Wyrwińskiego/Grunwaldzla
- szaniec FS-14½ – nie zachowany – ul. Mogilska/Rymarska
- bastion (fort reditowy) V „Lubicz”
- fort reditowy 15 „Pszorna” – relikty
- szaniec FS-16 - ul. Półkole – relikty
- fort reditowy 17 „Luneta Grzegórzecka”

### II obszar warowny
Zajmował Podgórze.
- szaniec FS-22 Wola Duchacka – ul. Swoszowicka/Abrahama – relikty
- szaniec FS-25
- szaniec IS-29½ – ul. Tyniecka (Skałki Twardowskiego)
- szaniec rdzenia NS-32
- ostróg-wartownia bramy Zakrzówek – ul. Szwedzka
- fort (wieża artyleryjska) 31 „Benedykt”
- fort (wieża artyleryjska) 32 „Krzemionki”

### III obszar warowny
Zajmował odcinek Lasu Wolskiego od Wisły do Rudawy.
- fort pancerny pomocniczy „Bielany”
- fort pancerny główny 38 „Śmierdząca Skała”
- fort pomocniczy piechoty 39 „Olszanica”
- szaniec IS-III-1
- szaniec piechoty IS-III-2
- szaniec IS-III-3
- schron amunicyjny „Bielany”
- schron amunicyjny „Wolski Las”
- schron-remiza – ul. ks. Józefa
- bateria FB-35
- bateria FB-36
- schron bojowy (tradytor ckm) - ul. Olszanicka

### IV obszar warowny
Zajmował przestrzeń między Rudawą i Prądnikiem (Mydlniki - Zielonki).
- fort pomocniczy piechoty 41a „Mydlniki”
- fort 41 „Bronowice Małe”
- schron amunicyjny „Bronowice”
- fort pomocniczy piechoty 42 „Wróżna Góra”
- fort główny artyleryjski 43 „Pasternik”
- bateria B-43-2
- bateria B-43-3
- bateria B-43-3
- fort pancerny pomocniczy 43a „Podchruście”
- bateria B-43a-2
- bateria B-43a-3
- schron amunicyjny „Podchruście”
- fort pancerny główny 44 „Tonie”
- bateria B-44-5 „Tonie”
- schron amunicyjny „Tonie”
- fort pancerny pomocniczy 44a „Pękowice”
- bateria B-44a-4 „Pękowice”
- schron amunicyjny „Pękowice”

### V obszar warowny
Zajmował przestrzeń między Prądnikiem i Dłubnią (Zielonki - Mistrzejowice).
- fort główny artyleryjski 45 „Zielonki”
- fort pancerny pomocniczy 45a „Bibice”
- fort pancerny główny 47a „Węgrzce”
- fort główny artyleryjski 47 „Łysa Góra”
- fort pancerny pomocniczy 47½ „Sudół”
- fort główny artyleryjski 48 „Batowice”
- schron amunicyjny „Marszowiec”
- schron amunicyjny „Łysa Góra”
- bateria B-45-1 – Zielonki Marszowiec, gm. Zielonki
- bateria B-45-4 – Zielonki Marszowiec, gm. Zielonki
- bateria FB-V-1
- bateria B-47-1 – Węgrzce gm. Zielonki
- bateria B-47-2
- szaniec IS-V-1
- szaniec IS-V-2
- szaniec IS-V-5
- szaniec IS-V-6
- kawerna pod fortem 48 „Batowice”
- prochownia w Witkowicach
- ostróg forteczny w grupie fortu 47

### VI obszar warowny
Zajmował przestrzeń między Dłubnią i Wisłą (Mistrzejowice - Wisła).
- fort pancerny główny 49a „Dłubnia”
- schron amunicyjny „Dłubnia”
- fort 49 „Krzesławice”
- fort pancerny główny 49¼ „Grębałów”
- schron amunicyjny „Mogiła”
- fort pomocniczy piechoty 49½a „Mogiła”
- kawerna - ul. Petofiego

### VII obszar warowny
Zajmował przestrzeń między Wisłą i Wilgą.
- fort pomocniczy piechoty 50a „Lasówka”
- fort główny artyleryjski 50 „Prokocim”
- schron amunicyjny „Prokocim”
- fort pancerny główny 50½ OST „Barycz” / „Kosocice”
- fort pancerny pomocniczy 50½ WEST „Kosocice”
- szaniec IS-VII-1 (50°0'11.72"N 19°59'34.10"E) – relikty
- szaniec IS-VII-2 (49°59'39.73"N 19°59'41.47"E) – nie zachowany
- schron amunicyjny „Kosocice”
- fort główny artyleryjski 51 „Rajsko”
- szaniec IS-VII-3
- szaniec IS-VII-4
- schron amunicyjny „Rajsko”
- fort pancerny główny 51½ OST „Swoszowice”
- schron amunicyjny „Swoszowice”
- bateria FB-51c - ul. Sawiczewskich
- kawerna „Kosocice”
- ul. Cechowa - relikty szańca

### VIII obszar warowny
Zajmował przestrzeń między Wilgą i Wisłą.
- fort pancerny pomocniczy 52a „Łapianka”
- fort główny artyleryjski 52 „Borek”
- forty pancerne główne 52½ „Skotniki” N i S
- fort pancerny pomocniczy 53a „Winnica”
- fort międzypolowy artyleryjski 53 „Bodzów”
- zalana kawerna fortu „Winnica”
- kawerny fortu „Bodzów”